# Friedrich Eugen (Württemberg)

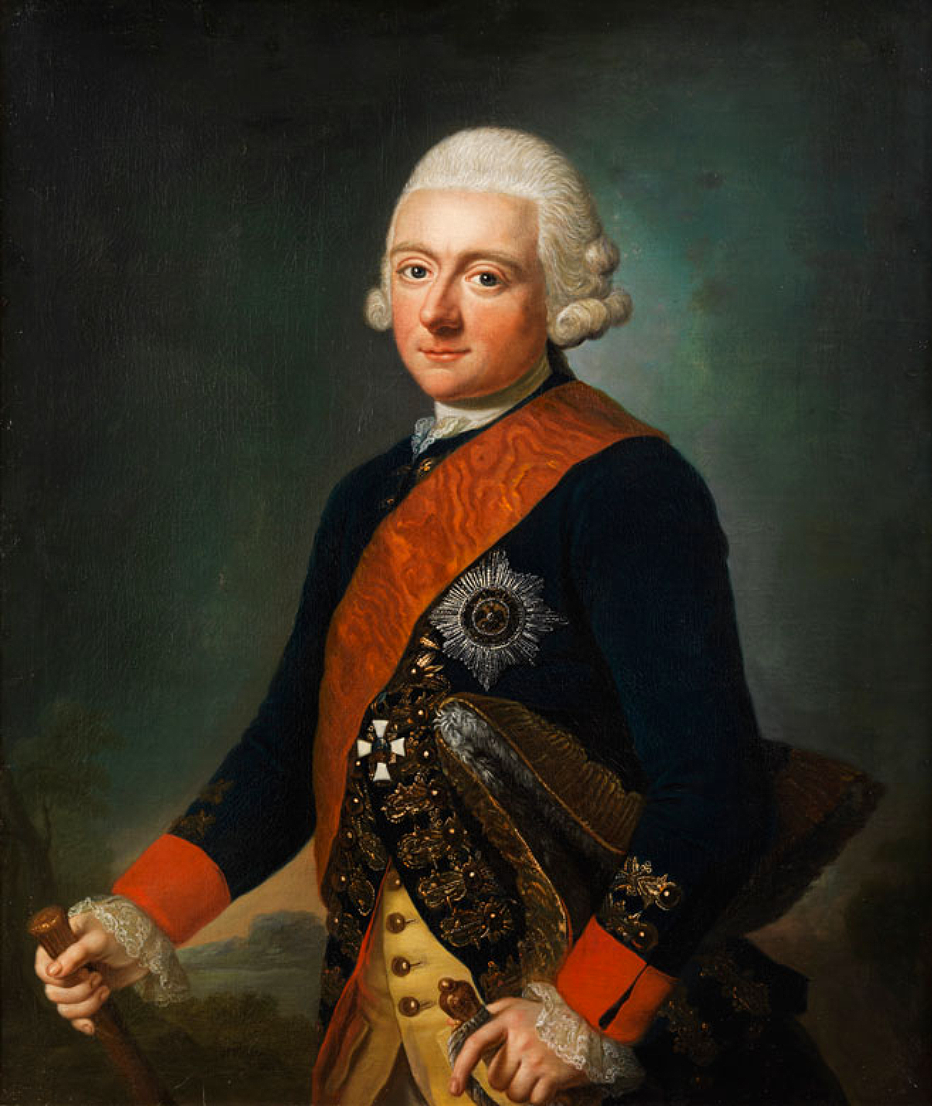
Friedrich Eugen, Herzog von Württemberg

Friedrich Eugen (* 21. Januar 1732 in Stuttgart; † 23. Dezember 1797 in Hohenheim) war von 1795 bis 1797 der 14. regierende Herzog von Württemberg. Er war der vierte Sohn von Herzog Carl Alexander von Württemberg und Maria Augusta von Thurn und Taxis. Seine älteren Brüder waren Carl Eugen und Ludwig Eugen. Er war Oberst der Kaiserlichen Armee, Generalfeldmarschall der Preußischen Armee und Generalfeldmarschall des Schwäbischen Reichskreises.

## Leben
Zusammen mit seinen älteren Brüdern wurde Friedrich Eugen nach dem frühen Tod seines Vaters im Jahr 1741 zur Ausbildung an den Hof Friedrichs des Großen nach Berlin geschickt. Er wurde dort wohlwollend aufgenommen. Als im Jahr 1744 der älteste der Brüder die Regierung antrat, hatte dies auch die Zurückberufung der jüngeren zur Folge.

### Jugend
Friedrich Eugen war wie alle seine Geschwister katholisch. Ursprünglich für den geistlichen Stand bestimmt, kam er in den Besitz der Kanonikate Salzburg (1739) und Konstanz (1741). Von König Friedrich wurde ihm die Koadjutorsstelle beim Hochstift Breslau angeboten, er zog aber den Militärdienst der geistlichen Laufbahn vor. Nach einem Studienaufenthalt in Utrecht und Reisen durch Holland, Frankreich und England wurde er 1749 von Friedrich II. zum Oberst der Reiterei und Chef des Dragonerregiments D XII (Alt-Württemberg) ernannt. Am 29. November 1753 heiratete er, wie sein ältester Bruder, eine Nichte des Königs. Friederike Dorothea Sophia von Brandenburg-Schwedt war eine Tochter des Markgrafen Friedrich Wilhelm zu Brandenburg-Schwedt und der Sophie Dorothea Marie von Preußen, der vierten Schwester Friedrichs, sowie eine Nichte der Bayreuther Markgräfin Wilhelmine von Preußen. Anders als in fürstlichen Kreisen üblich soll es sich um eine „echte Liebeheirat“ gehandelt haben, auf die eine glückliche Ehe folgte, aus der dreizehn Kinder hervorgingen. Im Ehevertrag wurde auf Anraten des Königs festgesetzt, dass die Kinder aus dieser Ehe im evangelischen Glauben, der Landeskonfession, erzogen werden sollen. Die Stände waren hierüber erfreut und bewilligten dem Prinzen sowie seinen männlichen Erben neben der sonstigen Apanage eine besondere jährliche Unterstützungssumme von 25.000 Gulden. Im Dezember 1753 wurde er vom König mit dem Schwarzen Adlerorden ausgezeichnet.

### Militärische Laufbahn
1756 reiste der Prinz, um den Belagerungskrieg kennenzulernen, nach Menorca. Sein Bruder Ludwig Eugen belagerte dort als französischer General das Fort St. Philipp. Im Siebenjährigen Krieg zeichnete er sich als Reiterführer durch besondere Tapferkeit aus. 1760 entsetzte er das von den Russen bedrohte Berlin und vertrieb das von seinem Bruder Carl Eugen geführte Hilfskorps bei Magdeburg aus dem Elbe-Saalegebiet. Bei Thorgau befehligte er den linken Flügel der Reiterei und verteidigte Pommern und Mecklenburg. Im Dezember 1761 musste er Kolberg nach einer 23 Wochen langen Verteidigung vor den Russen räumen, die Festung wurde dem russischen General Pjotr Alexandrowitsch Rumjanzew-Sadunaiski übergeben. Am 10. April 1762 schloss er einen Waffenstillstand mit den Schweden unter Generalleutnant Ehrenschwerdt, dem später der Frieden folgte. Zuletzt war er noch an der Belagerung von Schweidnitz beteiligt (Oktober 1762) und entschied durch seinen Angriff die Schlacht bei Reichenbach.

### Privatmann
Nach dem Ende des Krieges war er von 1763 bis 1769 General in Treptow an der Rega. 1769 quittierte er den preußischen Militärdienst und zog mit seiner Familie (allerdings ohne die vier ältesten Söhne, die in Lausanne ihre Ausbildung antraten) in die württembergische Grafschaft Mömpelgard, in dessen Nähe er in Étupes einen Sommerpalast baute. Dort führte er mehr als 20 Jahre lang ein glückliches Familienleben als Landedelmann. Am 10. März 1786 erhielt er von seinem Bruder die Regierung über Mömpelgard und die damit verbundenen burgundischen und elsässischen Herrschaften mit voller Gewalt als Statthalter übertragen. Die Unruhen in Frankreich nötigten ihn im Jahr 1791 allerdings, sein ganz vom französischen Reich umschlossenes Ländchen zu verlassen. Nachdem er über ein Jahr lang einen wechselnden Aufenthalt geführt hatte, räumte ihm König Friedrich Wilhelm II. von Preußen das von Markgraf Alexander von Brandenburg-Ansbach-Bayreuth verlassene Neue Schloss in Bayreuth zum Wohnsitz ein und ernannte ihn zum Generalgouverneur von Ansbach-Bayreuth. Im November 1792 zog Friedrich Eugen mit „ziemlich zahlreichem Hofstaat“ in Bayreuth ein. Da Karl August von Hardenberg als dirigierender Minister die Regierungsarbeit leistete, blieb ihm allerdings nur die Repräsentation.

### Regierung

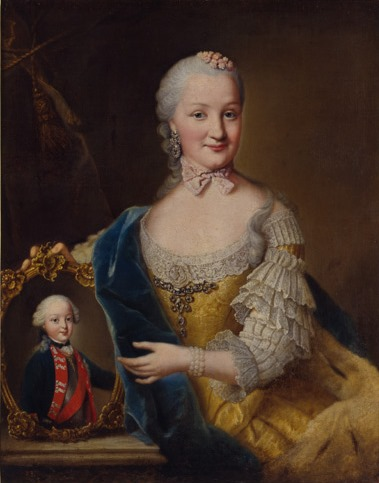
Friederike Dorothea von Brandenburg-Schwedt, Herzogin von Württemberg

Nach dem rasch aufeinander folgenden Tod seiner älteren Brüder Carl Eugen († 24. Oktober 1793) und Ludwig Eugen († 20. Mai 1795) wurde er regierender Herzog und nahm sofort seinen Wohnsitz in Stuttgart. Kurz vor Antritt der Regierung war er vom König von Preußen an der Seite des Herzogs Ferdinand von Braunschweig-Wolfenbüttel und Möllendorffs zum preußischen Generalfeldmarschall ernannt worden und erhielt nunmehr dieselbe Würde beim schwäbischen Kreis. Seine Regierung dauerte nur etwa zweieinhalb Jahre und das Land litt in dieser Zeit sehr durch den Ersten Koalitionskrieg. Der Herzog hatte sich nach einigem Schwanken für Österreich erklärt. Daraufhin erstürmten die Franzosen im Juni 1796 unter General Moreau den Kniebis, durchzogen im Juli plündernd das Land und rückten selbst in Stuttgart ein, während die Österreicher nach dem Treffen von Cannstatt ostwärts zogen. So war der Herzog genötigt, für sich allein am 17. Juli zu Baden mit Moreau einen Waffenstillstand abzuschließen, welchem am 7. August 1796 in Paris der namentlich bei Österreich schweren Anstoß erregende Friedensabschluss folgte. Dessen Hauptbedingungen waren: vollkommene Neutralität, selbst wenn Württemberg als Mitglied des deutschen Reichs zur Hilfeleistung aufgefordert wurde, Verbannung der französischen Ausgewanderten aus dem Land, gegenseitige Aufhebung aller feindlichen Maßregeln und freier Durchzug für Frankreichs Heere. Zugleich sollte Mömpelgard abgetreten, Württemberg aber dafür durch mehrere geistliche Gebiete in Schwaben entschädigt werden. Württemberg verpflichtete sich auch zur völligen Abtretung des linken Rheinufers und zur Mitwirkung an der Aufhebung des Lehensverbandes von Italien mit dem Reich. Außerdem war eine Kriegssteuer von acht Millionen Franken zu bezahlen und sollten noch ansehnliche Naturallieferungen auferlegt werden.
Zwar ermöglichten die Erfolge des Erzherzogs Karl dem Herzog, welcher, wie viele Familien des Landes geflohen war, bald die Rückkehr. Die österreichischen Einquartierungen und Forderungen belasteten das Land finanziell schwer; der Schaden wurde für die zwei Jahre (1796 und 1797) auf 18 Millionen Gulden berechnet. Um über die Deckung desselben zu verhandeln, wurde, zum ersten Mal seit 27 Jahren, ein Landtag abgehalten. Aber der Herzog widersetzte sich, wie später seine Nachfolger, der Mitleidenschaft seines Kammerguts, und die Landstände gingen von der Besprechung der Kriegskosten zu Beschwerden wegen mancher Missbräuche über. Es kam zu lebhaften Erörterungen und der Abschluss des Landtags verzögerte sich, so dass der Herzog noch während der Verhandlungen am Schlagfluss starb. Er hinterließ, abgesehen von seinen kriegerischen Lorbeeren, den Ruhm eines geistig begabten und in den Staatsangelegenheiten tätigen, gütigen und menschenfreundlichen, gerechten und unparteiischen Fürsten. Durch seine Nachkommen wurde der Erhalt des Regentenhauses gesichert; von seinen zwölf Kindern, acht Söhnen und vier Töchtern, starb nur eines in jungen Jahren. Die Söhne traten sämtlich in verschiedene fremde Kriegsdienste, der Erbprinz Friedrich in preußische, später russische, Ludwig, Eugen und Heinrich in preußische, Wilhelm in dänische, Ferdinand in österreichische, Alexander zuerst in neapolitanische, dann auch österreichische, Karl in russische, und bekamen meistens Gelegenheit, in denselben sich auszuzeichnen.
Von seinen Töchtern wurde die älteste, Sophie Dorothee Auguste, später Maria Feodorowna, nach dem Rat König Friedrichs II. von der Zarin Katharina von Russland im Jahr 1776 mit ihrem einzigen Sohn und Nachfolger Paul vermählt und die Verlobung durch den König in Berlin mit glänzenden Festen gefeiert; die dritte, Elisabeth, wurde vom Kaiser Joseph II. frühzeitig für seinen Neffen und Nachfolger Kaiser Franz II. zur Gattin ausersehen, fünfzehnjährig nach Wien gebracht und im Jahr 1788 mit Franz vermählt.

### Förderer Klingers
Friedrich Eugen legte als persönlich interessierter Förderer den Grundstein für den gesellschaftlichen Aufstieg des Schriftstellers Friedrich Maximilian Klinger, dessen Schauspiel Sturm und Drang der Geniezeit als literarische Strömung den Namen gab. 

## Ehe und Nachkommen
Am 29. November 1753 heiratete der katholische Prinz die Nichte des Königs Friedrich II. von Preußen, Friederike Dorothea Sophia von Brandenburg-Schwedt, die dem reformierten Glauben angehörte. Im Ehevertrag wurde auf Wunsch König Friedrichs II. festgelegt, dass sämtliche Kinder im evangelischen Glauben zu erziehen waren. Die evangelischen Landstände bewilligten daraufhin mit großer Freude eine jährliche Summe von 25.000 Gulden zur Kindererziehung. Das Ehepaar hatte zwölf gemeinsame Kinder: 
- Friedrich Wilhelm Karl (1754–1816), als Friedrich der spätere erste König von Württemberg
- Ludwig Friedrich Alexander (1756–1817), Urgroßvater von Maria von Teck, der Großmutter der britischen Königin Elisabeth II.
- Eugen Friedrich Franz Heinrich (1758–1822)
- Sophie Dorothee Auguste (1759–1828), später die russische Zarin Maria Feodorowna – 1776 verheiratet mit Paul I., Kaiser von Russland
- Wilhelm Friedrich Philipp (1761–1830), Kriegsminister; von ihm stammen die späteren Herzöge von Urach
- Ferdinand Friedrich August (1763–1834), österreichischer Feldmarschall

⚭ 1795 Albertine von Schwarzburg-Sondershausen (1771–1829), Scheidung 1801
⚭ 1817 Pauline von Metternich-Winneburg (1771–1855), die Schwester von Klemens Wenzel von Metternich
- Friederike Elisabeth Amalie Auguste (1765–1785) ⚭ Herzog Peter Friedrich Ludwig von Oldenburg
- Elisabeth Wilhelmine Louise (1767–1790) ⚭ Kaiser Franz II.
- Wilhelmine Friederike Katharine (1768–1768)
- Carl Friedrich Heinrich (1770–1791), gestorben in Galați im Türkisch-Russischen Krieg, begraben in Cherson (Ukraine)
- Alexander Friedrich Karl (1771–1833), Stammvater des heutigen Hauses Württemberg. Durch seine Schwiegertochter Marie Christine d’Orléans und seinen Enkel Philipp von Württemberg wurden seine Nachkommen und deshalb das Gesanthaus wieder katholisch
- Heinrich Friedrich Karl (1772–1838), „Graf von Sontheim“; Vater der Gräfinnen von Urach

ein unehelicher Sohn war
- Graf Johann Georg von Sontheim (1790–1860), Generalleutnant und Kriegsminister des Königreichs Württemberg

## Nachweise
1. ↑  Herzog Friedrich Eugen (1732–1797), Landesarchiv Baden-Württemberg
2. 1 2 3  Karl Müssel: Als preußischer Statthalter in Bayreuth in: Heimatkurier 6/1997 des Nordbayerischen Kuriers, S. 10 f.
3. ↑  Hans Heinrich Ludwig v. Held: Geschichte der drei Belagerungen Kolbergs im Siebenjährigen Kriege, Berlin 1847, (online)
4. ↑  Karl Obser: Friedrich Eugen von Würtemberg und Klinger. In: Bernhard Seuffert (Hrsg.): Vierteljahrschrift für Litteraturgeschichte. Band 4. Böhlau Verlag, 1891, ZDB-ID 200390-9, S. 595–596 (Digitalisat).
5. ↑  Otto Borst: Württemberg und seine Herren. Bechtle Verlag, Esslingen am Neckar und München 1988, ISBN 3-7628-0470-2, S. 236
6. ↑  Johann David Erdmann Preuss: Friedrich der Grosse: Eine Lebensgeschichte, Nauck, 1833, S. 184

| Vorgänger    | Amt                              | Nachfolger    |
| ------------ | -------------------------------- | ------------- |
| Ludwig Eugen | Herzog von Württemberg 1795–1797 | Friedrich II. |

| Personendaten    | Personendaten                          |
| ---------------- | -------------------------------------- |
| NAME             | Friedrich Eugen                        |
| ALTERNATIVNAMEN  | Herzog Friedrich Eugen von Württemberg |
| KURZBESCHREIBUNG | Herzog von Württemberg                 |
| GEBURTSDATUM     | 21. Januar 1732                        |
| GEBURTSORT       | Stuttgart                              |
| STERBEDATUM      | 23. Dezember 1797                      |
| STERBEORT        | Hohenheim                              |